# حسن حفار
حسن حفار (1943 - 23 آذار 2020) منشد إسلامي سوري من مواليد حي “ساحة بزة” أحد أحياء مدينة حلب القديمة، يعتبر آخر شيوخ الطرب في بلاد الشام، محيي الموشحات الأندلسية والحلبية، وأحد عمالقة الطرب الكبار أمثال أديب الدايخ وتوفيق المنجد وصبري المدلل.

## بدايته
في سن العاشرة بدأ يتردد على الشيخ “أحمد حفار” في “زاوية حفار” وهي عبارة عن مكان يجتمع فيها المذكرون والمنشدون في حي “باب المقام” لينهل من علمه، وتأثر بالاستماع إلى أصوات المنشدين الكبار أمثال “عبد الوهاب صباغ” و “التفنكجي”، إلى أن تمكّن في أحد الأيام من لفت نظر الشيخ “أحمد” بصوته أثناء إنشاده بإبداع فشجعه على ذلك وأفسح له المجال لإلقاء قصيدة في الحضرة التي كانت تقام بعد صلاة العشاء ليلة الأربعاء من كل أسبوع وكانت قصيدته الأولى بعنوان “من مثلكم لرسول الله ينتسب ليت الملوك لها من جدكم نسب”، و أخذ الشيخ حفار يشجعه بقول عبارة ”في يوم من الأيام ستكون إمامي”.
تمرس في مجالي الإنشاد والتجويد القرآني، ليصبح الحفّار مؤذناً في الجامع الأموي الكبير في مدينته حلب، وصوته الذي ثقب صمت المدينة قبَيل الصلاة، لفت المعلِّمين الكبار الذين تبنوا طاقاته، بينهم المنشدون صبري مدلل وبكري كردي وعبد الرؤوف حلاق.

## مسيرته
درس الحفَّار أصول الإنشاد والتجويد ومقامات الموسيقى العربية الكلاسيكية، إضافة إلى إلمامه بالتراث الغنائي الحلبي من قدود وموشحات وقصائد (وقد أغناه بإضافاته التطريبية المنمقة، غير المبالغ فيها). بعدها أسّس فرقته الخاصة من منشدين وعازفي آلات موسيقيَّة قرعيَّة (مزاهِر)، وراح يُحيي الأمسيات الطربية في حلب. ومن أبرز حفلاته خارج مدينته، زياراته الثلاث إلى فرنسا برفقة معلِّمه صبري مدلل 1975 و1995 و1999. هنا، نذكر حفلته البيروتية ضمن مهرجان «موسيقى ــ1» بدعوة من جمعية «عِرَب» في نيسان/ أبريل 2006. يومها أطرب الحضور قبل أن يستدعي دراويش التراث المولوي لتَفتل وتؤمِّن الجرعة الأخيرة المطلوبة لبلوغ النشوة الروحانية.
أجرت إذاعة نينار السورية في التاسع من نوفمبر 2019 حواراً مصوراً  كان الأخير لشيخ المنشدين ومن أبرز ماجاء في اللقاء قوله عن الإنشاد في الوقت الحالي: «تغير كثيراً، كل جيل وله أهله أنا عاصرت ثلاثة أو أربعة أجيال لم يكن على زماننا مايحدث اليوم حالياً يريدون السرعة والرقص لم نفهم منهم شيء لا موشح ولا قصيدة ولا موال عندما شاهدت هذا الواقع ابتعدت»، وأضاف :«حفظت قصيدة وعمري عشرين سنة لا أستطيع إلقاءها حالياً لأن شباب هذه الأيام لن يفهموا معانيها».
وعن أرشيفه الإنشادي إذا ماكان محفوظاً قال: «أن كل أرشيفه المسجل قد ضاع مع الكثير من المقتنيات في الحرب ولم يتبقى من الأرشيف الا الموشحات والأدوار المتداولة على مواقع الإنترنت وأن البعض اتصل به من محافظات سوريّة مختلفة وأطلعوه أن لديهم مايوثق 500 تسجيل صوتي ومرئي له».

## مكانته
بعد رحيل صبري مدلَّل عميد المنشدين الحلبيين، بات الشيخ حسن الحفّار أبرز الشيوخ الأحياء على صعيد تراث الإنشاد الصوفي بلُغتَيْه الدينية والدنيَوية. صحيح أن الحفّار ليس الوريث الوحيد لهذه المدرسة، لكنَّه كان الاسم الأبرز يومها، وخصوصاً في فرعها الحلبيّ.

### باريس ومعهدها العربي
بعد الإصدار الوحيد الذي خصَّصه للمعلِّم الشيخ صبري مدلَّل، التفت «معهد العالم العربي» في باريس إلى حسن الحفَّار وخصَّه بألبوم استثنائي، لا مثيل له في الـ«كاتالوغ» الضخم الذي غطى العالم العربي من المحيط إلى الخليج. الإصدار الذي حمل عنوان «وصْلات حلب» وضمّ ثلاث أسطوانات، يليق بصاحبه ويعطي فكرة شبه كاملة عن فنّ الغناء الحلبي عموماً و«طقوس» الحفار وميزاته خصوصاً.

### أداؤه
"تحقيق للإعلامي الباحث محمد عصام محو"
أما أداءه فلا تشوبه شائبة هو عبارة عن عمل متقن إلى أقصى حدود، يعكس معرفة مطلقة بأسرار المهنة. كذلك يدل على تناغم قلّ نظيره بين الفرقة وشيخها. لا تستطيع الأذن أن تلتقط أدنى هفوة، من دون أن تتململ من الكمال «غير البشري» لأنه بكل بساطة كمال مشوَّهٌ بطبيعة إنسانية هي غير كاملة في الأساس. في أداء الجوقة بأوروبا شغف بالتطريب والسلطَنَة، لكن احترام المعلِّم يفرض عليها توفير الحالة الطربية له، فيتولى التعبير عنها أو يتخلى. وفي التخلي تعبيرٌ مضاعف ينعكس تأثيرات مفتوحة على كل الاحتمالات بحسب تأويلات السامع. وهذه الحالات التي يعجز المستمع العربي عن شرحها للغرب، يصبح الكلام عنها أعجز تعبيراً عندما نشير إلى الخاصة الأساسية لهذه الموسيقى أحادية الصوت (مونوفونيك) فالصوت البشري أحادي الصوت.

## وفاته
توفي حسن حفار في حلب يوم الاثنين 28 من رجب 1441هـ الموافق 23 من آذار 2020م.

## وصلات خارجية
- المنشد حسن حفار يروي لنينار قصته مع الإنشاد ولماذا لقب بأم كلثوم حلب.